# Dixi (språkdatabas)
Dixi är en språkdatabas som är tillgänglig för alla medarbetare inom Sveriges Television, Sveriges Radio och Utbildningsradion.
I databasen kan användarna höra hur ord och namn ska uttalas.
Stefan Lundin, en av företagens gemensamma språkvårdare, uttryckte redan 2011 önskemål om att Dixi skulle bli tillgänglig för allmänheten, men att det kunde ske tidigast 2012.[uppföljning saknas]